# 蛇首無鰾石首魚
蛇首無鰾石首魚為輻鰭魚綱鱸形目鱸亞目石首魚科的其中一種，分布東太平洋區，從厄瓜多至秘魯海域，體長可達45公分，棲息在沿海、海灣，屬肉食性，以多毛類、甲殼類、軟體動物等為食，可做為食用魚。